# L'arriviste
L'arriviste er en fransk stumfilm fra 1924 instrueret af André Hugon.

## Medvirkende
- Pierre Blanchar som Jacques de Mirande
- Jeanne Helbling som Marquisette
- Ginette Maddie som Renée April
- Gilbert Dalleu som Chesnard
- Camille Bert som L'inconnu
- Henri Baudin som Claude Barsac
- Jean d'Yd
- Max Charlier